# Hamilkár
A Hamilkár föníciai eredetű férfinév, jelentése: Melkart isten kegyessége, jóindulata, illetve Melkart szolgája.

## Gyakorisága
Az 1990-es években szórványos név, a 2000-es években nem szerepel a 100 leggyakoribb férfinév között.

## Névnapok
- november 12.[2]

## Híres Hamilkárok
- Hamilkar Barkasz (Hamilcar Barcas) pun hadvezér, Hannibal apja